# Регламент робіт у нафтогазовій промисловості України
Регламент робіт у нафтогазовій промисловості України. Особливо важливі об'єкти нафтогазової галузі, перелік яких визначається Кабінетом Міністрів України, охороняються спеціалізованими охоронними підрозділами відповідно до чинного законодавства. Режим охорони інших об'єктів нафтогазової галузі відповідні підприємства визначають самостійно з дотриманням вимог чинного законодавства.

## Кадрова робота
Підприємства нафтогазової галузі зобов'язані укомплектувати робочі місця кваліфікованими кадрами, забезпечувати їм безпечні умови праці.
Атестація
Працівники, які забезпечують виробничі процеси в нафтогазовій галузі, зобов'язані проходити спеціальну підготовку і перевірку знань (атестацію) згідно з вимогами законодавства.
Перелік спеціальностей і посад працівників, які повинні проходити спеціальну підготовку і атестацію, затверджується Кабінетом Міністрів України за поданням спеціально уповноваженого центрального органу виконавчої влади, до відання якого належать питання охорони праці. Працівникам підприємств нафтогазової галузі, які перебувають у зоні впливу шкідливих і небезпечних факторів, надаються передбачені чинним законодавством пільги в порядку, встановленому Кабінетом Міністрів України.
Дисципліна
Дисципліна праці працівників, зайнятих на роботах з видобування нафти і газу на континентальному шельфі, а також працівників спеціалізованої служби із запобігання та ліквідації нафтових та газових фонтанів, регулюється відповідними положеннями, що затверджуються Кабінетом Міністрів України.